# Насар, Радуан
Радуан Насар (порт. Raduan Nassar, 27 ноября 1935 г., Пиндорама, Сан-Паулу, Бразилия) — бразильский писатель, лауреат премии Камоэнса 2016 года.

## Биография
Радуан Насар родился в Пиндораме, городе во внутренних районах штата Сан-Паулу; седьмой сын в семье ливанских иммигрантов Жоао Насара и Чафики Кассис, после него у пары родились ещё трое детей. Его родители поженились в 1919 году в деревне Ибл аль-Саки (Марджъуюн) на юге Ливана, а в 1920 году эмигрировали в Бразилию. Отец занялся торговлей в штате Рио-де-Жанейро. В 1921 году они переехали в город Итажоби в штате Сан-Паулу, а в 1923-м — в Пиндораму, город рядом с Итажоби, где его отец открыл магазин тканей.
В 1943 году Радуан начал обучение в школьной группе Пиндорамы. В 1947-м он перешёл в среднюю школу в соседнем городе Катандува, а также начал работать со своим отцом. Чтобы детям было легче ходить в школу, Жоао Насар переехал со своей семьей в Катандуву в 1949 году. В 1953-м семья перебралась в Сан-Паулу, где поселилась в районе Пиньейру, по адресу улица Теодоро Сампайо, 2173. В 1954 году Радуан закончил среднюю школу и в 1955 году одновременно поступил на юридический факультет Университета Сан-Паулу и на курс классической литературы на факультете философии, наук и литературы Университета Сан-Паулу (USP). Во втором семестре он бросил курс литературы. В 1957 году Радуан поступил на курс философии в USP.
В 1968 году писатель сделал первые заметки к будущему роману «Древнее земледелие» (Lavoura arcaica). В 1970 году он написал первую версию романа «Стакан холеры» (Um Copo de Cólera) и рассказы «Сухая матка» и «Сегодня на заре».
В 1973 году Радуан познакомился с профессором Хайдрун Брюкнер с кафедры германских языков USP, которая позднее стала его женой.
Его литературный дебют состоялся в 1975 году, когда при финансовой поддержке автора было выпущено «Древнее земледелие». В 1976 году книга получила приз Коэльо Нето от Бразильской академии литературы, премию Жабути от Бразильской книжной палаты (в категории «Откровение автора») и номинацию «Открытие автора» от Ассоциации искусствоведов Сан-Паулу — APCA.
В 1978 году Livraria Cultura Editoria в Сан-Паулу опубликовало книгу «Стакан холеры». Роман получил премию APCA Fiction.
В 1982 году испанское издание «Древнего земледелия» было опубликовано Alfaguara в Мадриде. Второе издание в том же году было выпущено Nova Fronteira в Рио-де-Жанейро. Editora Gallimard (Франция) выпустила «Древнее земледелие» и «Стакан холеры» в одном томе в 1984-м.
В 1997 году была выпущена «Девушка в пути» (Menina a Caminho), сборник рассказов, написанных в 1960-х и 1970-х годах.
Несмотря на признание критиков, Насар ушел из писательства в 1984 году, заявив, что потерял интерес к литературе и вместо этого хочет работать в сельском хозяйстве. Будучи землевладельцем, Нассар посвящал себя коммерческому сельскому хозяйству до 2011 года, после чего пожертвовал свою ферму площадью 643 га Федеральному университету Сан-Карлоса при условии, что она станет новым студенческим кампусом. Ферма Lagoa do Sino стала штаб-квартирой четвертого кампуса Федерального университета Сан-Карлоса и была открыта в марте 2014 года. Насар также пожертвовал большую часть своей недвижимости и денежных средств местным благотворительным организациям. В настоящее время он живет в городе Бури во внутренних районах Сан-Паулу.
В 2016 году Насар был признан лауреатом премии Камоэнса 2016 года, самой престижной награды в области литературы на португальском языке.
Несмотря на то, что его литературное наследие включает всего три книги, критики считают его великим писателем из-за необычайно высокого уровня владения языком и поэтической силы его прозы и сравнивают с известными именами в бразильской литературе, такими как Клариси Лиспектор и Гимарайнш Роза. Однако широкой публике Радуан Насар известен лишь благодаря кинематографическим версиям «Стакана холеры» и «Древнего земледелия».

## Премия Камоэнса
В феврале 2017 года во время церемонии вручения премии писатель признался в своём выступлении, что ему «трудно принять премию Камоэнса, хотя она была присуждена единогласным голосованием жюри»; поблагодарил Португалию за награду, а затем превратил свою речь в манифест против правительства Мишела Темера (назначенного в августе 2016 года), обвинив его в репрессивности «против рабочих, против разумного выхода на пенсию, против федеральных университетов бесплатного обучения», а также в том, что он «связан с неолиберализмом с его возмутительной концентрацией богатства, позорящей бедняков всего мира». В ответ министр культуры Бразилии Роберто Фрейре отказался от подготовленной по этому случаю речи и начал опровергать критические замечания писателя под аплодисменты, улюлюканье и крики из зала. Министр заявил, что Радуан получил награду, несмотря на то, что был противником правительства, и что «тот, кто даёт награду политическому противнику, не является диктатором». Премия Камоэнса 2016 года была присуждена в мае того же года, и, таким образом, Насар принял награду, когда главой правительства всё ещё была Дилма Русеф.

## Книги
- «Древнее земледелие» (Lavoura arcaica) (роман), 1975
- «Стакан холеры» (Um Copo de Cólera) (роман), 1978
- «Девушка в пути» (Menina a Caminho) (рассказы), 1994
- «Собрание сочинений» (Obra Completa), 2016